# Монастероло Торинезе
Монастероло Торинезе је насеље у Италији у округу Торино, региону Пијемонт.
Према процени из 2011. у насељу је живело 1048 становника. Насеље се налази на надморској висини од 479 м.